# Pochon
Pochon (Hán Việt: Phổ Thiên) là một huyện của tỉnh Ryanggang tại Cộng hòa Dân chủ Nhân dân Triều Tiên. Huyện giáp với Trung Quốc ở phía tây qua sông Áp Lục.
Dãy núi Masikryong chạy qua địa bàn huyện, và dốc xuống về phía tây. Huyện nằm trên đỉnh của cao nguyên Paektu, do vậy các dãy núi chỉ có chiều cao tương đối thấp. Đỉnh cao nhất là Nampotaesan (남포태산). Huyện có một số khe suối, trong đó lớn nhất là Karimchon. Khoảng 83% diện tích huyện là đất rừng.
Ngành kinh tế chủ đạo là đốn gỗ. Các tài nguyên khoáng sản của Pochon gồm magnetit, alunit, và obsidian. Các nông trang tại Pochon trồng khoai tây, lúa mì và lúa mạch và một số loại khác; cũng có các nông trang trồng cây ăn quả và chăn nuôi. Huyện có hai tuyến đường sắt Samjiyon và Pochon chạy qua.
Năm 2008, dân số toàn huyện Pochon là 37.225 người (17.712 nam và 19.513 nữ), trong đó, dân cư đô thị là 17.077 người (45,9%) còn dân cư nông thôn là 20.148 người (54.1%).